# Norbert Kostede
Norbert Kostede (* 4. Januar 1948 in Dortmund) ist ein deutscher Sozial- und Politikwissenschaftler.

## Werdegang
Seine Forschungsschwerpunkte in den 1970er und 1980er Jahren waren Staats- und Demokratietheorie, Stadtsoziologie und Kommunalpolitik. In den 1990er Jahren wandte er sich der Analyse der gesellschaftlichen Auswirkungen digitaler Informations- und Kommunikationstechnologien zu.
Kostede lehrte und forschte an der Fakultät für Soziologie der Universität Bielefeld sowie an der Leibniz Universität Hannover, Institut für Politische Wissenschaft. Nach seiner Promotion zum Doktor der Sozialwissenschaften (1978) und seiner Habilitation (1985) mit der Lehrbefugnis für das Fach Politikwissenschaft ernannte ihn das Niedersächsische Ministerium für Wissenschaft und Kunst 1990 zum außerplanmäßigen Professor.
Nach seinem politischen Engagement im Sozialistischen Büro in Offenbach trat Kostede 1979 der Partei Die Grünen bei. Von 1985 bis 1987 war er Mitglied im Bundesvorstand dieser Partei.
Von 1990 bis 1994 arbeitete er als politischer Redakteur und Autor der Wochenzeitung Die Zeit.
Von 1994 bis 2014 war er als wissenschaftlicher Berater deutscher und amerikanischer Unternehmen tätig (u. a. Heidelberger Druckmaschinen, IBM, Microsoft). Seine Beratungstätigkeit gründete auf der Untersuchung digitaler Informations- und Kommunikationsmedien und ihrer Auswirkungen auf die moderne Unternehmens- und Lebenswelt.
Seit 1998 lebt Kostede mit Hauptwohnsitz in Berlin, wo er heute als freier Autor und Publizist arbeitet.

## Veröffentlichungen (Auswahl)
- Staat und Demokratie. Studien zur politischen Theorie des Marxismus Luchterhand Verlag, Darmstadt 1980, ISBN 3-472-75118-5.
- Primat der Politik – Legitimation durch Sachvoten. Habilitationsschrift. Universität Hannover, Hannover 1985, DNB 860766802 (275 S.).
- Herausgeber: Die Zukunft der Stadt. Rowohlt Taschenbuch Verlag, Reinbek 1983, ISBN 3-499-15025-5.
- Berlin – Intellektuelles Profil einer Weltstadt. Metropolitan Transfer Verlag, Berlin 2012, ISBN 978-3-942933-00-1.